# ديفيد كيسادا
ديفيد كيسادا (بالإنجليزية: David Quezada)‏ هو لاعب كرة قدم ومدرب كرة قدم أمريكي في مركز الهجوم، ولد في 28 أغسطس 1973 في كوستاريكا. شارك مع منتخب الولايات المتحدة لكرة القدم. أما مع النوادي، فقد لعب مع ديبورتيفو سابريسا ولوس أنجلوس غلاكسي ونادي سانتانيكوس أسوشيتد.

## وصلات خارجية
- ديفيد كيسادا على موقع الدوري الأمريكي (الإنجليزية)
- ديفيد كيسادا على موقع قاعدة بيانات كرة القدم.إي يو (الإنجليزية)
- ديفيد كيسادا على موقع ناشيونال فوتبول تيمز (الإنجليزية)
- ديفيد كيسادا على موقع Soccerway.com (الإنجليزية)
- ديفيد كيسادا على موقع عالم كرة القدم.نت (الإنجليزية)